# عرافة فلورنسا (رواية)
عرافة فلورنسا (بالإنجليزية: The Enchantress of Florence)‏ هي رواية للكاتب البريطاني سلمان رشدي، نشرت عام 2008، عن دار نشر راندوم هاوس.

## القصة
تدور الأحداث حول زيارة رجل أوروبي إلى قصر إمبراطور المغول أكبر، وادعاءه بصلة قرابة بينه وبين الإمبراطور وأنه ولد في المنفى من أميرة هندية وإيطالي من فلورنسا. وتنتقل القصة بين القارتين ومن قصر أكبر وفلورنسا في عصر النهضة.
الجزء الأول – قصة المغامرة تبدأ في فاتحبور سيكري، عاصمة إمبراطور المغول أكبر، حين يصل غريب على سفينة قراصنة يقودها اللورد السكوتلندي هاوسبانك ويذهب لقصر المغول ويتحدث عن المنفى.
الجزء الثاني – يبدأ الغريب في إخبار أكبر الحكاية، متحدثاً عن طفولة ثلاثة أصداقء في فلورنسا وهم إل ماكيا وأغو فيسبوتشي ونينو أرغاليا الذي أصبح مغامراً إلى الشرق.
الجزء الثالث – تعود القصة إلى فلورنسا وسكانها فترة حكم أسرة ميتدتشي.

## الموضوعات الرئيسية
```
يجمع الكتاب بين سلسلة من القصص يرويها عدد من الرواة والمسافرين والمغامرين. تدور حول تاريخ وثقافة العديد من الأماكن في الإمبراطورية المغولية والعثمانية وتاريخ أوائل تاريخ المغول وعصر النهضة في فلورنسا. 
```

كما توجد تيمة الجنس والإغراء تدور حول العرافة المذكورة في عنوان الرواية، والتي استلهمت من إحدة قصائد عصر النهضة. كما نجد نقاشاً حول الإنسانية والجدل كمقابلات للحكم الاستبدادي، ونلاقي أيضاً في شخصية ميكيافيللي. وكبقية روايات سلمان رشدي يمكن اعتبار تلك الرواية ضمن اتجاه الواقعية السحرية.